# Astana Qazaqstan/2022
Deze pagina geeft een overzicht van de UCI World Tour wielerploeg Astana Qazaqstan in 2022.

## Algemeen
Algemeen manager: Aleksandr Vinokoerov
Teammanager: Aleksandr Sjefer
Ploegleiders: Bruno Cenghialta, Claudio Cucinotta, Dmitri Fofonov, Sergej Jakovlev, Mario Manzoni, Giuseppe Martinelli, Giacomo Notari, Stefano Zanini
Fietsen: Wilier Triestina

## Renners
| Naam                   | Geboortedatum | Nationaliteit    | Ploeg 2021          |
| ---------------------- | ------------- | ---------------- | ------------------- |
| Leonardo Basso         | 25-12-1993    | Italië           | INEOS Grenadiers    |
| Samuele Battistella    | 14-11-1998    | Italië           |                     |
| Manuele Boaro          | 12-03-1987    | Italië           |                     |
| Chleb Broesenski       | 18-04-2000    | Kazachstan       |                     |
| Valerio Conti          | 30-03-1993    | Italië           | UAE Team Emirates   |
| Stefan de Bod          | 17-11-1996    | Zuid-Afrika      |                     |
| David de la Cruz       | 06-05-1989    | Spanje           | UAE Team Emirates   |
| Joe Dombrowski         | 1205-1991     | Verenigde Staten | UAE Team Emirates   |
| Jevgeni Fjodorov       | 16-02-2000    | Kazachstan       |                     |
| Fabio Felline          | 29-03-1990    | Italië           |                     |
| Michele Gazzoli ***    | 04-03-1999    | Italië           | Team Colpack Ballan |
| Jevgenıı Gıdıch        | 19-05-1996    | Kazachstan       |                     |
| Dmitri Groezdev        | 13-03-1986    | Kazachstan       |                     |
| Sebastián Henao*       | 05-08-1993    | Colombia         | INEOS Grenadiers    |
| Miguel Ángel López     | 04-02-1994    | Colombia         | Movistar Team       |
| Aleksej Loetsenko      | 07-09-1992    | Kazachstan       |                     |
| Davide Martinelli      | 31-05-1993    | Italië           |                     |
| Gianni Moscon          | 20-04-1994    | Italië           | INEOS Grenadiers    |
| Ywrïy Natarov          | 28-12-1996    | Kazachstan       |                     |
| Antonio Nibali         | 23-09-1992    | Italië           | Trek-Segafredo      |
| Vincenzo Nibali        | 14-11-1984    | Italië           | Trek-Segafredo      |
| Nurbergen Nurlykhassym | 25-03-2000    | Kazachstan       | Vino-Astana Motors  |
| Vadïm Pronskïy         | 04-06-1998    | Kazachstan       |                     |
| Aljaksandr Raboesjenka | 12-10-1995    | Wit-Rusland      | UAE Team Emirates   |
| Javier Romo            | 06-01-1999    | Spanje           |                     |
| Christian Scaroni **   | 16-10-1997    | Italië           | Gazprom-RusVelo     |
| Harold Tejada          | 27-04-1997    | Colombia         |                     |
| Simone Velasco         | 02-12-1995    | Italië           | Gazprom-RusVelo     |
| Artjom Zacharov        | 27-10-1991    | Kazachstan       |                     |
| Andrej Zejts           | 14-12-1986    | Kazachstan       | Team BikeExchange   |

* tot 31/07
** vanaf 28/07
*** tot 10/8

### Stagiairs
Per 1 augustus 2022
| Naam         | Geboortedatum | Nationaliteit | Vorige ploeg        |
| ------------ | ------------- | ------------- | ------------------- |
| Igor Chzhan  | 02-10-1999    | Kazachstan    | Almaty Cycling Team |
| Gleb Syritsa | 14-04-2000    | Rusland       |                     |

### Vertrokken
| Naam                  | Geboortedatum | Nationaliteit | Ploeg 2022              |
| --------------------- | ------------- | ------------- | ----------------------- |
| Alex Aranburu         | 19-09-1995    | Spanje        | Movistar Team           |
| Rodrigo Contreras     | 03-04-1994    | Colombia      | EPM-Scott               |
| Omar Fraile           | 17-07-1990    | Spanje        | INEOS Grenadiers        |
| Jakob Fuglsang        | 22-03-1985    | Denemarken    | Israel-Premier Tech     |
| Jonas Gregaard Wilsly | 30-07-1996    | Denemarken    | Uno-X Pro Cycling Team  |
| Hugo Houle            | 27-09-1990    | Canada        | Israel-Premier Tech     |
| Gorka Izagirre        | 07-10-1987    | Spanje        | Movistar Team           |
| Ion Izagirre          | 04-02-1989    | Spanje        | Cofidis                 |
| Merhawi Kudus         | 23-01-1994    | Eritrea       | EF Education-EasyPost   |
| Ben Perry             | 07-03-1994    | Canada        | WiV SunGod              |
| Andrea Piccolo        | 23-03-2001    | Italië        | Gazprom-RusVelo         |
| Óscar Rodríguez       | 06-05-1995    | Spanje        | Movistar Team           |
| Luis León Sánchez     | 24-11-1983    | Spanje        | Bahrain-Victorious      |
| Matteo Sobrero        | 14-05-1997    | Italië        | Team BikeExchange Jayco |
| Nikita Stalnov        | 14-09-1991    | Kazachstan    | Gestopt                 |
| Aleksandr Vlasov      | 23-04-1996    | Rusland       | BORA-hansgrohe          |

## Overwinningen
| Nationale kampioenschappen wielrennen Kazachstan - tijdrit: Ywrïy Natarov Kazachstan - wegrit: Jevgenıı Gıdıch Aziatisch kampioen tijdrijdenJevgenıı Fedorov Clásica Jaén Paraíso Interior Aleksej Loetsenko Ruta del Sol Ploegenklassement: *1) Ronde van Sicilië Ploegenklassement: *2) Ronde van de Alpen 4e etappe: Miguel Ángel López Ronde van Burgos Bergklassement: Miguel Ángel López | Ronde van Langkawi 1e etappe: Gleb Syritsa |  |

*1) Ploeg Ruta del Sol: Broesenski, Fjodorov, M.A. López, Loetsenko, Nurlykhassym, Tejada, Velasco
*2) Ploeg Ronde van Sicilië: Conti, A. Nibali, V. Nibali, Velasco, Zejts + J.C. Lopez, Vinokoerov (beide van het Astana Qazaqstan Development Team)
2005 · 2006 · 2007 · 2008 · 2009 · 2010 · 2011 · 2012 · 2013 · 2014 · 2015 · 2016 · 2017 · 2018 · 2019 · 2020 · 2021 · 2022 · 2023 · 2024 · 2025
AG2R-Citroën · Astana Qazaqstan · Bahrain Victorious · BORA-hansgrohe · Cofidis · EF Education-EasyPost · Groupama-FDJ · INEOS Grenadiers · Intermarché-Wanty-Gobert Matériaux · Israel-Premier Tech · Lotto Soudal · Movistar Team · Quick Step-Alpha Vinyl · Team BikeExchange Jayco · Team DSM · Team Jumbo-Visma · Trek-Segafredo · UAE Team Emirates